# António Rodrigues (vers 1525-1590)
Pour les articles homonymes, voir António Rodrigues et Rodrigues (homonymie).
António Rodrigues (c.1520-Setúbal, 1590), est un architecte portugais.

## Biographie

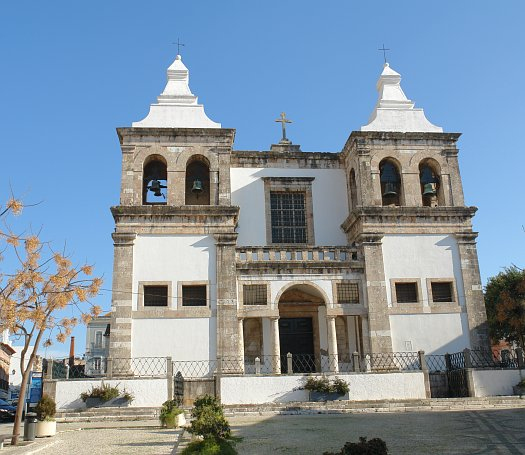
Église Sainte-Marie de Grâce à Setúbal

Il y a peu d'éléments sur les débuts professionnels d'António Rodrigues. Il a dû commencer dans le milieu de la construction de Tomar et a complété sa formation en Italie.
En 1564, le roi Dom Sebastião l'a choisi pour succéder à Miguel de Arruda au poste de Premier architecte du royaume. Il l'est resté jusqu'à sa mort, en 1590, date à laquelle il est remplacé par Filippo Terzi. Il est nommé maître des œuvres de fortification, en 1575, après Afonso Álvares. Il a cumulé les deux fonctions pendant 15 ans, cas unique dans l'histoire du Portugal.
Il a commencé à écrire un Traité d'Architecture en 1576, finalisé en 1579, inspiré de Vitruve, de Serlio et de Pietro Cataneo (Sienne, 1510 - 1574), probablement pour servir de base aux cours de l'école d'architecture militaire qu'il devait donner aux jeunes gentilshommes au palais de Ribeira (Escola Particular de Moços Fidalgos do Paço da Ribeira) fondée par le roi dom Sebastião pour l'éducation du futur roi et de quelques jeunes nobles destinés à commander dans le royaume ou les colonies. Ce traité fait apparaître son savoir acquis pendant sa formation en Italie et sa collaboration avec Pedro Nunes qui enseignait les mathématiques et la cosmographie au palais de Ribeira. C'est la première trace d'une formation officielle de l'architecture au Portugal. Il a commencé son traité par un livre sur la géométrie et un livre sur la perspective.

## Principaux ouvrages
- Église Sainte-Marie-de-Grâce (Igreja de Santa Maria da Graça) de Setúbal, actuelle cathédrale (vers 1570)[2],[3]
- Chapelle des Onze-Mille-Vierges (Capela das Onze Mil Virgens), à Alcácer do Sal (vers 1565), dans l'église du couvent franciscain Saint-Antoine construite pour servir de tombeau à Dom Pedro de Mascarenhas, vice-roi de l'Inde portugaise[4],[5]